# Formule TT
De Formule TT was een motorsportkampioenschap en werd tussen 1977 en 1989 als officieel wereldkampioenschap onder auspiciën van de FIM georganiseerd. Het kampioenschap was in drie cilinderklassen onderverdeeld en stond voor zowel tweetakt- als viertaktmotoren open.

## Geschiedenis
De Formule TT werd in 1977 door de regering van Man en de Auto-Cycle Union in het leven geroepen om het verlies van de wereldkampioenschapsstatus van de Tourist Trophy door de FIM te compenseren en tegelijkertijd races met op straatversies lijkende motoren populairder te maken. In 1977 en 1978 werd de winnaar van de TT tegelijk wereldkampioen in de desbetreffende klasse.
Vanaf 1979 werd ook de Ulster Grand Prix opgenomen in het wereldkampioenschap Formule TT. Voortaan werd er met een puntensysteem gewerkt. Wereldkampioen werd degene die de meeste punten vergaarde bij de deelnemende evenementen. In 1982 werd met de race op het circuit Vila Real nabij de Portugese stad Vila Real een derde evenement aan het wk toegevoegd. Tegelijkertijd verdween de Formule III. In 1983 werd de derde race naar het Circuit van Drenthe in Nederland verplaatst. De daarop volgende jaren werden de circuits Brno, Zolder, Hockenheim, Montjuïc, Jerez en Misano toegevoegd, zodat in 1986 in totaal acht races meetelden voor het wereldkampioenschap. Vanaf 1987 werd ook de Formule II opgeheven, zodat alleen de Formule I overbleef. Dat jaar werd ook de eerste race buiten Europa verreden op Sugo in Japan.
Toen in 1988 het wereldkampioenschap superbike van start ging kreeg de Formule TT al snel te maken met een raceklasse die snel aan populariteit won. Dit leidde er uiteindelijk toe dat de Formule TT in 1990 zijn wereldkampioenschapsstatus verloor en slechts als FIM-cup op het programma stond. Het kampioenschap werd aan het einde van het seizoen opgeheven. Bij de Isle of Man TT stond de TT-F1-klasse nog tot 2004 op het programma.

## Technisch reglement
De Formule TT was in drie categorieën onderverdeeld, die meestal als TT-F1, TT-F2 en TT-F3 aangeduid werden.
- Formule I – Viertaktmotoren van 600 tot 1000 cc en tweetaktmotoren van 350 tot 500 cc
- Formule II – Viertakten van 400 tot 600 cc en tweetaktmotoren van 250 tot 350 cc
- Formule III – Viertakten van 200 tot 400 cc en tweetaktmotoren van 125 tot 250 cc

## Winnaars

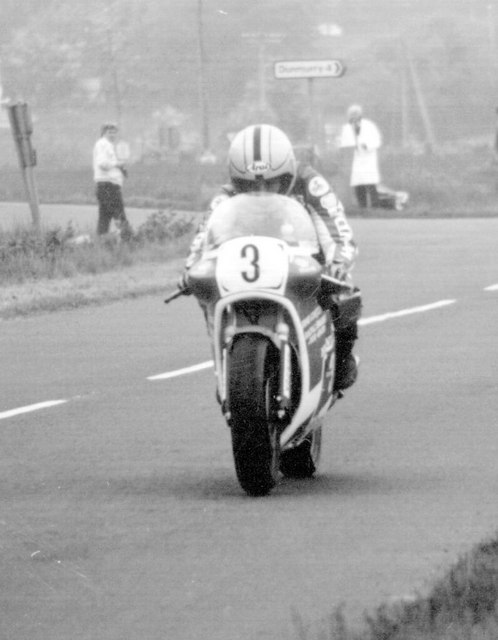
Vijfvoudig wereldkampioen Joey Dunlop in 1982 tijdens de Ulster Grand Prix

| Jaar | Formule I                 | Formule II                | Formule III          |
| ---- | ------------------------- | ------------------------- | -------------------- |
| 1977 | Phil Read (Honda)         | Alan Jackson jr. (Honda)  | John Kidson (Honda)  |
| 1978 | Mike Hailwood (Ducati)    | Alan Jackson jr. (Honda)  | Bill Smith (Honda)   |
| 1979 | Ron Haslam (Honda)        | Alan Jackson jr. (Honda)  | Barry Smith (Yamaha) |
| 1980 | Graeme Crosby (Suzuki)    | Charlie Williams (Yamaha) | Ron Haslam (Honda)   |
| 1981 | Graeme Crosby (Suzuki)    | Tony Rutter (Ducati)      | Barry Smith (Yamaha) |
| 1982 | Joey Dunlop (Honda)       | Tony Rutter (Ducati)      |                      |
| 1983 | Joey Dunlop (Honda)       | Tony Rutter (Ducati)      |                      |
| 1984 | Joey Dunlop (Honda)       | Tony Rutter (Ducati)      |                      |
| 1985 | Joey Dunlop (Honda)       | Brian Reid (Yamaha)       |                      |
| 1986 | Joey Dunlop (Honda)       | Brian Reid (Yamaha)       |                      |
| 1987 | Virginio Ferrari (Bimota) |                           |                      |
| 1988 | Carl Fogarty (Honda)      |                           |                      |
| 1989 | Carl Fogarty (Honda)      |                           |                      |
| 1990 | Carl Fogarty (Honda)      |                           |                      |